# Billbergia magnifica
Billbergia magnifica är en gräsväxtart som beskrevs av Carl Christian Mez. Billbergia magnifica ingår i släktet Billbergia och familjen Bromeliaceae. Inga underarter finns listade i Catalogue of Life.